# Бэнкрофт (Онтарио)
Бэнкрофт (англ. Bancroft) — небольшой город в Канаде, провинция Онтарио. По данным переписи 2011 года, в городе проживало 3880 человек.

## Население
По данным переписи 2011 года, население города составляло 3880 человек, что на 1,1 % больше, чем согласно переписи 2006 года. когда было зарегистрировано 3838 жителей.